# 亨德爾 (姓氏)
亨德爾 或者 亨德尔（Haendel，Händel）可以指：
- 艾達·亨德爾（英語：Ida Haendel，1928年12月15日－2020年7月1日）, 美国女子网球运动员。
- 格奥尔格·弗里德里希·亨德尔（德語：Georg Friedrich Händel，1685年2月23日－1759年4月14日）, 德国巴洛克音乐作曲家。

|  | 本页或本分段罗列了姓氏为「亨德爾 (姓氏)」的人物。 如果是一个指代特定个人的内链将您引导到本页，請考慮修正該人物的名字以將链接指向正確的條目。 |